# Вестхаузен (Хилдбургхаузен)
Вестхаузен (њем. Westhausen) општина је у њемачкој савезној држави Тирингија. Једно је од 43 општинска средишта округа Хилдбургхаузен. Према процјени из 2010. у општини је живјело 613 становника. Посједује регионалну шифру (AGS) 16069056.

## Географски и демографски подаци
Вестхаузен се налази у савезној држави Тирингија у округу Хилдбургхаузен. Општина се налази на надморској висини од 349 метара. Површина општине износи 15,4 km². У самом мјесту је, према процјени из 2010. године, живјело 613 становника. Просјечна густина становништва износи 40 становника/km².